# Ланси Медоуз
Ланси Медоуз (енгл. L'Anse aux Meadows) је археолошко налазиште на Њуфаундленду, у Канади. То је једино познато викиншко насеље у Северној Америци, а подигнуто је око 1000. године. Могуће је да је то било насеље у Винланду, новооткривеној земљи западно од Гренланда, коју су, према исландским сагама, покушали да населе гренландски Викинзи. Открили су га 1960. норвешки истраживачи, брачни пар Хелге и Ане Ингстад. Налази се на најсевернијој тачки острва Њуфаундленд, а име локалитета на француском (L'Anse-aux-Méduses) значи Залив медуза. Од 1978. је под заштитом Унеско-а.